# پرستوی غارزی
پرستوی غارزی (نام علمی: Petrochelidon fulva) نام یک گونه از سرده پرستوهای صخره است.